# Tågbroms
Tågbroms är en anordning för att sänka hastigheten hos ett tåg eller förhindra att ett tåg kommer i rullning.

## Bakgrund
Ett järnvägståg har egenskaper som ställer särskilda krav på dess bromssystem.
- Rörelseenergin hos ett tåg är hög. Bromsning av ett tåg är en omvandling av rörelseenergi till värmeenergi eller elenergi. Rörelseenergin ökar linjärt med vikten (m) och med kvadraten på hastigheten (v) ({\displaystyle E_{k}={1 \over 2}mv^{2}}). Se kinetisk energi. Man kan då observera:
  - Ett tåg är tungt. Ett godståg med 30 vagnar kan väga 2400 ton. Även tomma vagnar är tunga därför att de måste dimensioneras för att klara dels de stora drag / tryckkrafterna mellan vagnarna och dels skydda passagerare och farligt gods när efterföljande vagnar trycks in i urspårade vagnar vid olyckor. En modern passagerarvagn väger 500 – 1000 kg/sittplats.
  - Ett tåg kan hålla hög hastighet och har därför mycket stor rörelseenergi. Ett tåg i 200 km/t har 16 gånger högre energi än ett i 50 km/t.
- Adhesionen (den molekylära bindningen mellan hjul och räls) är låg. Den möjliga bromskraften är adhesionsvikten gånger adhesionskoefficienten som är 0,3-0,4 (väsentligt lägre, ca 0,1, om hjulen börjar slira varvid adhesionen övergår till friktion). En vanlig adhesionsvikt är 10 ton vid STAX 20 vilket ger endast tre tons bromskraft för ett hjul. Det är därför helt nödvändigt att nästan alla hjul i tåget kan bromsas. Friktionskoefficienten 0,1 ger maximal bromskraft 0,1 g, dvs knappt 1 m/s² (3,6 km/h/s) om alla hjul bromsas.
- Bromssträckan varierar med kvadraten på hastigheten (rörelseenergin dividerat med tågets vikt, vikt på obromsade hjul ej medräknat). Bromssträckan är teoretiskt ungefär v^2/(260*f), där v=hastighet i km/h och f är adhesionskoefficienten (egentlig formel s=(v/3,6)^2/(2*g*f)).
- Självsvängningar i kopplen mellan vagnarna kan uppstå i långa tåg om inbromsningen ej sker samtidigt för alla vagnar. Om vagnarna i slutet börjar bromsa senare kan extrema stötar och ryck uppstå när buffertfjädrarna slår i botten.
- Viktskillnaden mellan en tom och en full godsvagn är stor. Det gör att hjulen kan låsa sig på lätta vagnar. Det har även hänt att lätta vagnar i början av ett tåg har lyfts av spåret i kurvor när efterföljande tunga vagnar tryckt på.
- Tillförlitligheten hos bromssystemet måste vara hög eftersom konsekvenserna vid en olycka är så stora. Vid fel bör tåget bromsas automatiskt. Om till exempel ett koppel brister måste de tappade vagnarna automatiskt bromsas. I Sverige måste även problem med isbildning på bromsutrustningen bemästras.

## Tryckluftsystem för tågbromsning

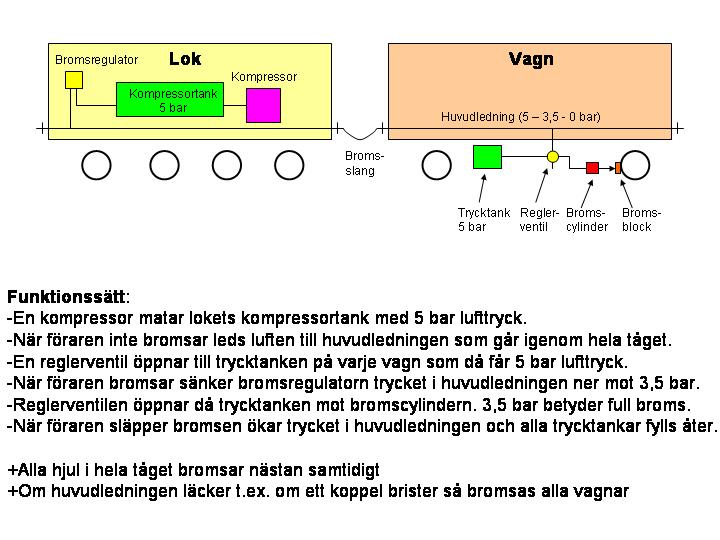
Principschema för ett tågs tryckluftsbroms. Klicka på bilden för att förstora.

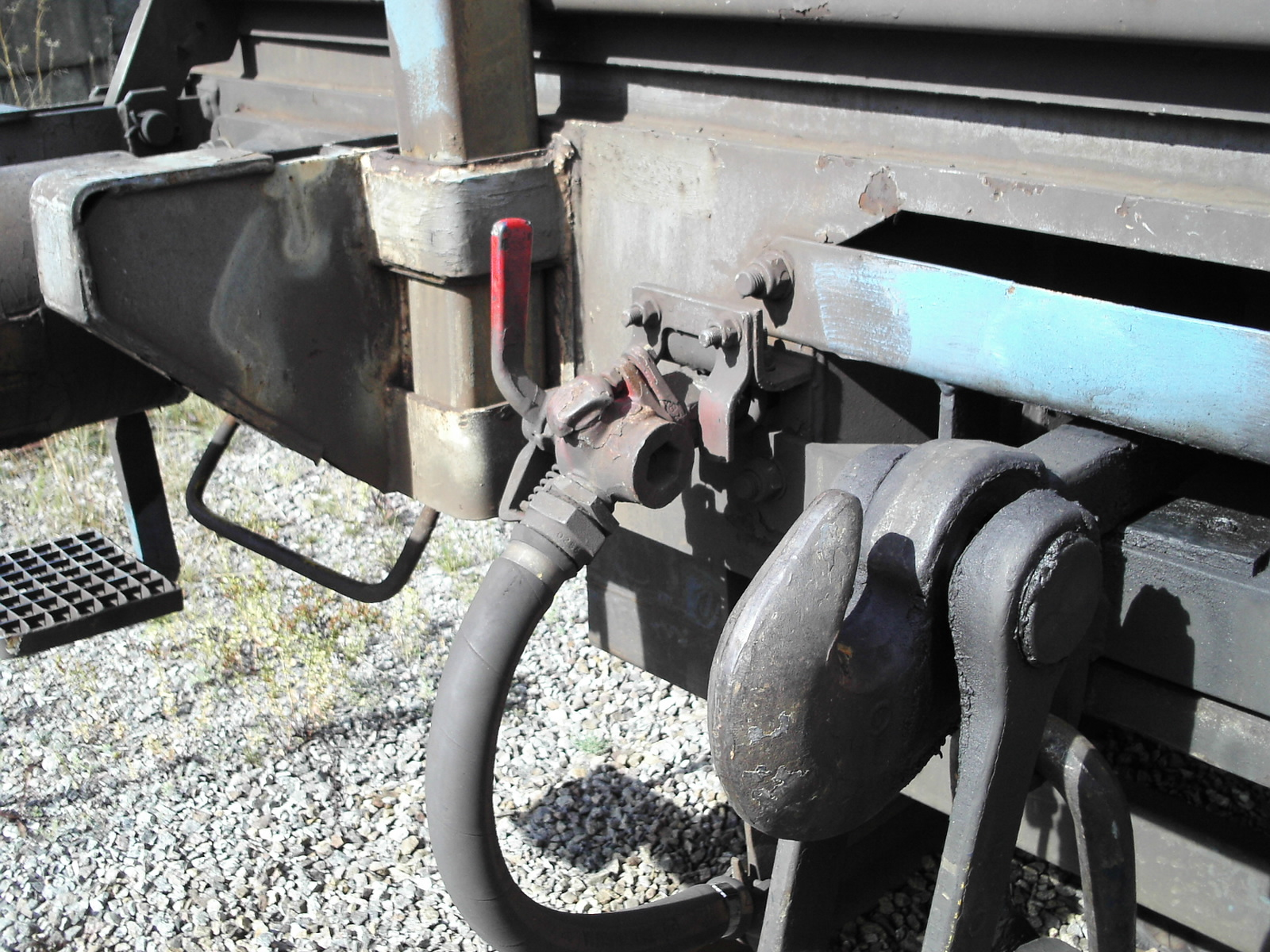
Huvudledningens ventil längst bak i tåget ska vara stängd

Amerikanen George Westinghouse fick redan 1872 patent på ett bromssystem som skulle komma att utgöra grund för alla tågbromsar.[källa behövs] Hans idé löste de flesta problemen man dittills haft med att bromsa tåg. Uppfinningen byggde på tryckluft för att reglera bromsningen av alla vagnar i ett tåg. Nyckeln i systemet var en styrventil med ett referensutrymme och en kompressortank eller förrådsluftbehållare som monteras i varje vagn. Systemet fungerar enligt följande:
- Genom hela tåget går en huvudledning. Lok och alla vagnar har ett genomgående rör med en ventil och en slang i varje ända.[1] Slangarna kopplas ihop (två nävar) och alla ventiler öppnas utom längst bak och längst fram i tåget.
- På loket finns en kompressor som ständigt håller en huvudbehållare (kompressortank i figuren) full med luft med trycket 800-1000 kPa (8-10 bar).
- Från huvudbehållaren går ett rör till förarens tågbromsventil (bromsregulator i figuren). När bromsen ej är tillsatt så leder tågbromsventilen tryckreducerad luft vidare ut i tågets huvudledning och styrventilens referensutrymme som får trycket 500 kPa.

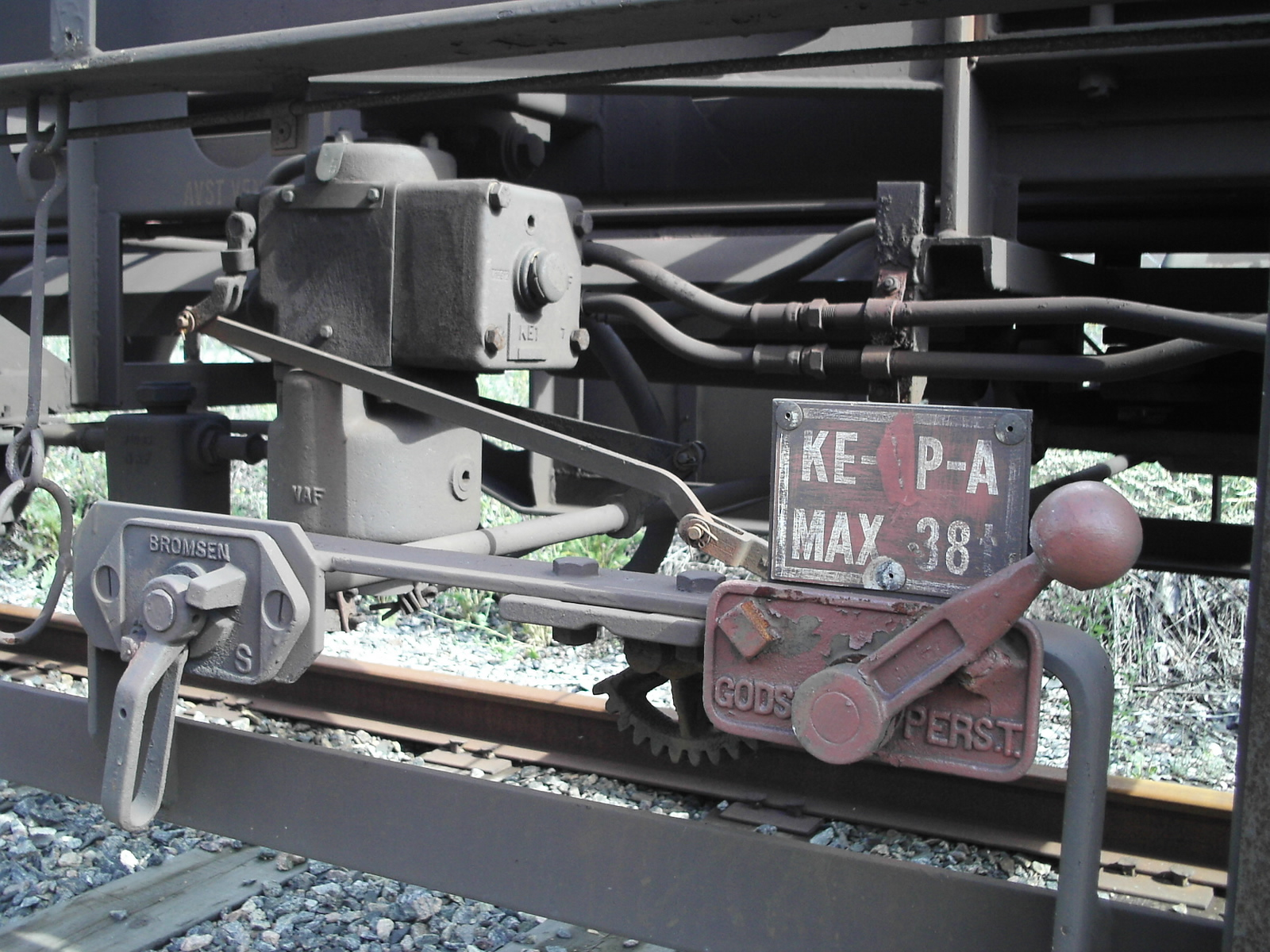
Styrventil överst. Rören mot höger går till trycktanken eller förrådsluftbehållaren och bromscylindern. Fram till höger syns omställningsvred: Godståg / Persontåg (olika fördröjning). Till vänster Bromsen: Öppna/stäng.

- På varje vagn finns en styrventil (reglerventil i figuren) ansluten till huvudledningen. Styrventilen har ett membran som vid tryckskillnader kan förskjuta en ventilkolv.
- På varje vagn finns även en förrådsluftbehållare (trycktank i figuren) som står i förbindelse med styrventilen och som kan ackumulera bromskraft i vagnen. Styrventilens membran har på ena sidan huvudledningens tryck och på den andra sidan referensutrymmets tryck.
  - Om referensutrymmet har lägre tryck än huvudledningen drar membranet ventilkolven så att den öppnar en förbindelse mellan huvudledningen och förrådsluftbehållaren. Denna börjar då fyllas från huvudledningen.
  - När trycktanken är full blir trycket lika på membranets bägge sidor. Ventilkolven återgår då till mittläget och stänger förbindelsen mellan huvudledningen och förrådsluftbehållaren, som då har 500 kPa.

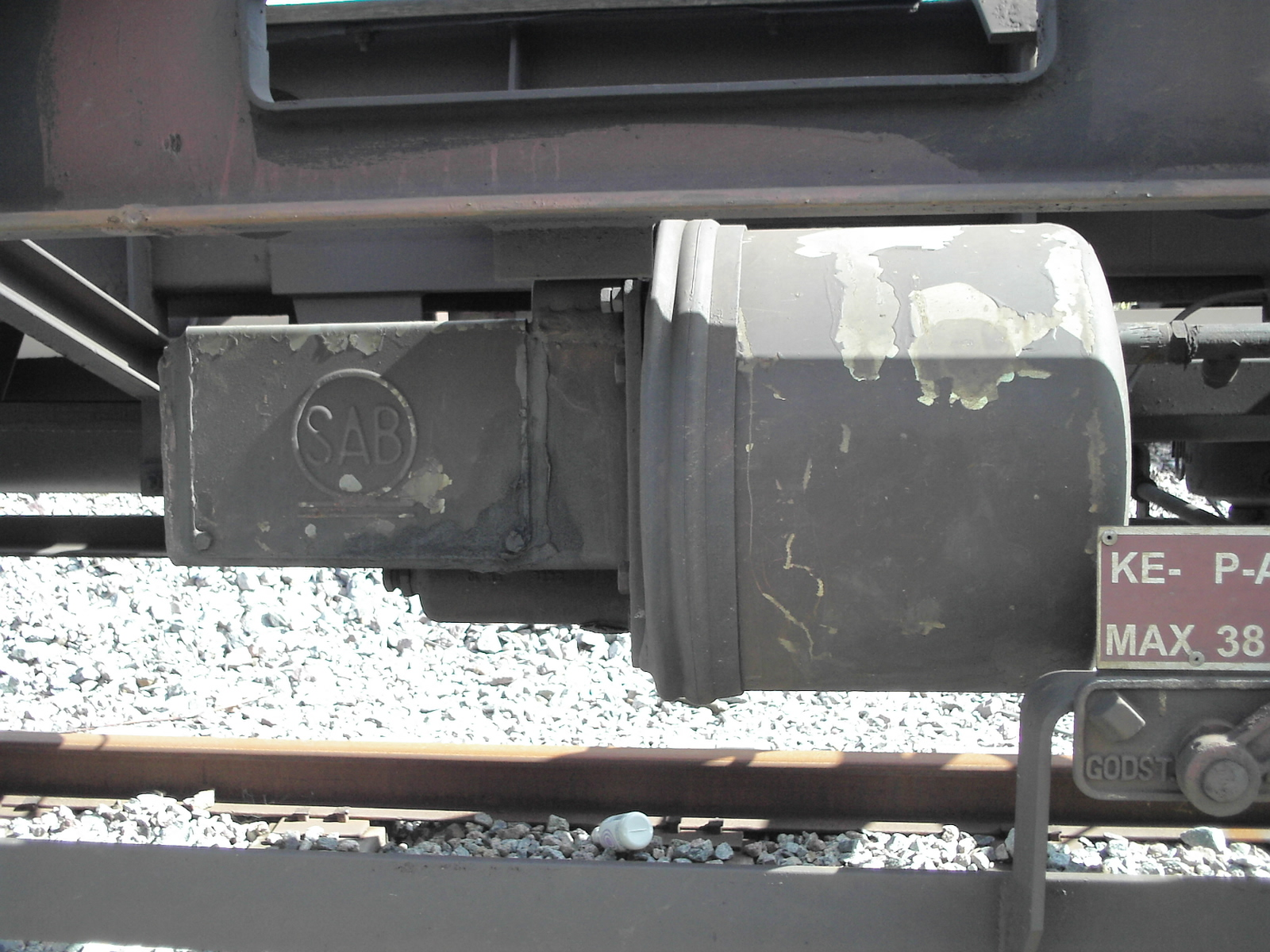
Bromscylinder som påverkar länksystemet till bromsblocken.

- När föraren bromsar öppnar tågbromsventilen lite mot den omgivande luften samtidigt som förbindelsen mot huvudbehållaren stängs. Trycket i huvudledningen sjunker då. Sänkningen sker gradvis ända ner till 350 kPa, vilket motsvarar full bromsning.
  - På varje vagn kommer då trycket i huvudledningen att bli lägre än i referensutrymmet. Därvid rör sig membranet åt andra hållet och ventilkolven öppnar en förbindelse mellan förrådsluftbehållarna och en bromscylinder som fylls med luft. Bromscylinderns kolv pressas därvid mot en länkarm, som i sin tur, via drag- och tryckstänger, sätter an bromsblocken mot alla hjul på vagnen med en kraft som motsvaras av det sänkta trycket i huvudledningen.
  - När föraren släpper bromsen på sin tågbromsventil, så kommer trycket att åter ökas i huvudledningen. Membranet går då åt andra hållet. Luften släpps ur bromscylindern och trycktanken börjar åter att fyllas till 500 kPa.

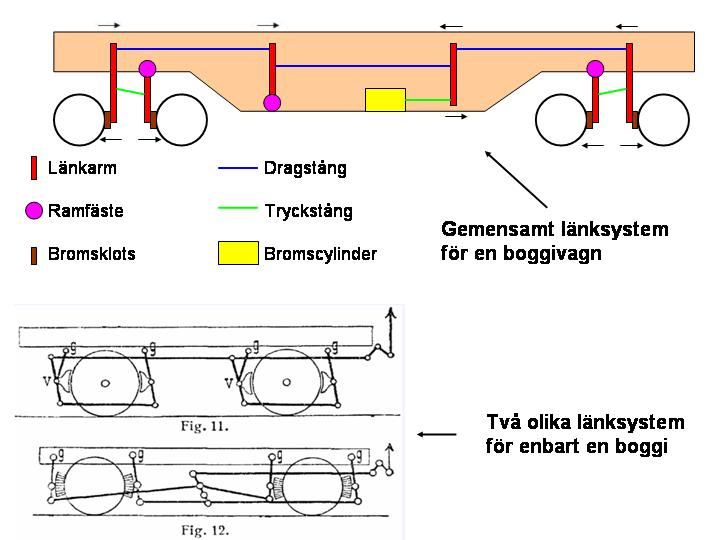
Exempel på länksystem mellan bromscylinder och bromsblocken på en järnvägsvagn.

Systemet gör att bromsning sker när trycket sänks i huvudledningen. Föraren har framför sig en manometer och kan enkelt reglera bromskraften mellan 0 och 150 kPa i vagnens bromscylindrar genom att variera huvudledningstrycket mellan 500 och 350 kPa. Om föraren nödbromsar sänks trycket till 0 kPa, vilket inte ger mer bromsverkan, men bromsen går till avsevärt fortare. Tåg med magnetskenbromsar släpper även ner magneterna vid nödbromsning Om ett koppel brister går slangen sönder, därmed faller huvudledningstrycket i hela tåget och detta kommer att nödbromsas automatiskt.
Westinghouse förbättrade sedan systemet:
- Ytterligare en trycktank reserverad för nödbromsning placerades på varje vagn och fylldes på samma sätt till 500 kPa.
- När trycket i huvudledningen snabbt går under 350 kPa så öppnas en förbindelse mellan nödbromstanken och bromscylindern. När föraren behöver nödbromsa så öppnas tågbromsventilen helt så att trycket i huvudledningen faller ännu snabbare. En kraftig nödbromsning till stopp sker.
- I passagerarvagnar monterades nödbromsventiler, så att även en passagerare kunde nödbromsa tåget.

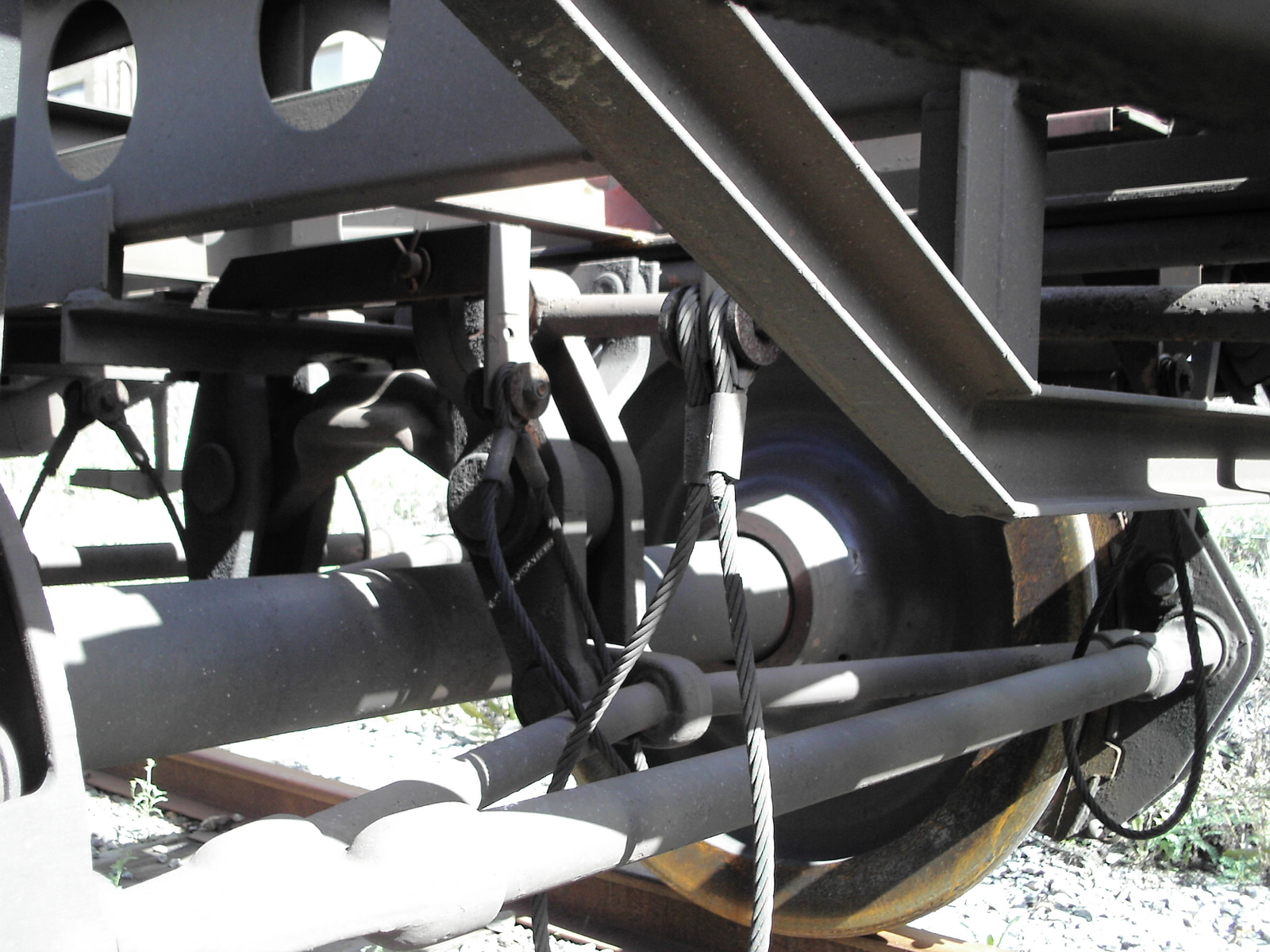
Bromsarm som dras åt av bromscylindern (stången där wiren hänger) och som trycker bromsblocken mot axelns bägge hjul (oket i wireöglan). Wirarna är till för att förhindra att en olycka sker om bromsarmen skulle lossna.

En annan praktisk funktion blev en avstängningsventil, som gör att man vid rangering av godsvagnar kan förhindra att vagnarna bromsas när bromsslangarnas nävar inte är hopkopplade.
Systemet hade dock tre nackdelar:
- Efter en bromsning tar det en viss tid för förrådsluftsbehållarna att fyllas i alla vagnar. det gör att det kan ta lång tid innan bromsen släpper (trycket = 500 kPa). Om föraren dessförinnan behöver bromsa igen så kan det hända att trycken i behållarna är för låga och ger låg bromskraft.
- Vid bromsning tar det en viss tid för trycksänkningen att fortplanta sig genom hela tåget. Fortplantningshastigheten är knappt 1 sekund per vagn. Det gör att sista vagnen i ett längre tåg bromsas ½ minut senare än den första vagnen. Effekten blir att buffertarna trycks ihop så att en stöt och ett ryck uppstår genom tågets kopplingar. Vissa förare drar på under bromsningen för att motverka detta med följd att bromssträckan fördröjs.
- Det är svårt att reglera släppningen av bromsen.

Detta har lett till ytterligare förbättringar senare.

## Bromstyper

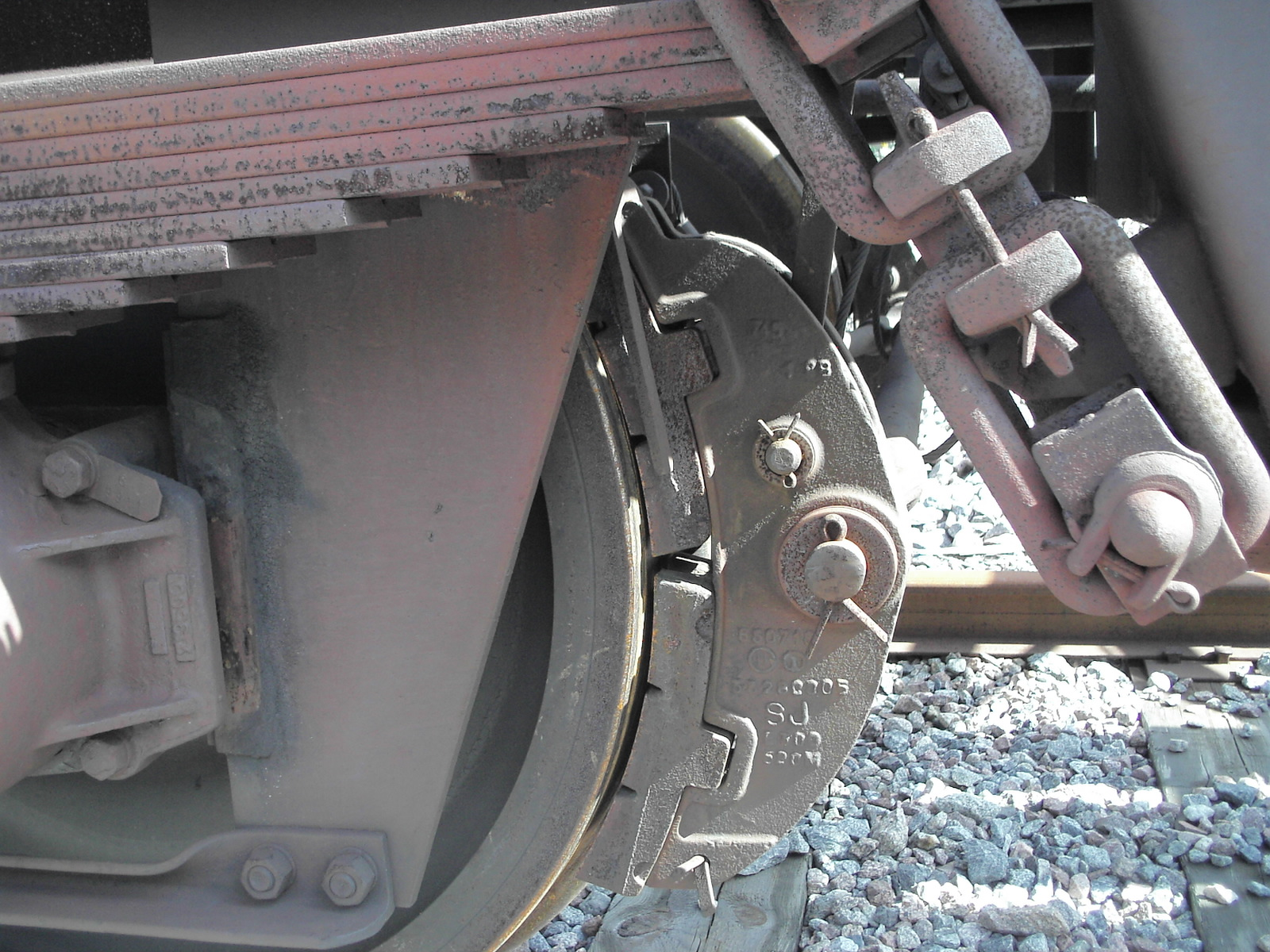
Bromsblock som trycker mot hjulet. Är enkelt att byta ut.

- Bromsblock är den enklaste tekniken för att bromsa tåg. En gjutjärnskloss trycks mot hjulets slitbana. Friktionen är nästan lika låg som mellan hjul och räls. Trycket måste därför vara lika stort som hjulets tryck mot rälsen för att låsa hjulet. Trycket skapas av ett sinnrikt system av länkarmar, dragstänger och tryckstänger, som fortplantar bromskolvens rörelse till alla bromsblock. Genom att göra hävarmarna på länkarna av rätt längder kan bromskraften ytterligare förstärkas. Tekniken möjliggör dessutom en enkel installation av en handbroms som mekaniskt påverkar länksystemet och låser stillastående vagnar. Bromsblocken nöter på hjulens slitbana. Tekniken har nackdelen att gnisslande (självsvängningar) kan uppstå. På moderna tåg med passiv och aktiv axelstyrning (se Gångegenskaper) kan inte bromsblock användas, eftersom axlarna är rörliga i horisontalplanet.

- Skivbromsar är den effektivaste tekniken att med friktion bromsa en rotation. Dels kan bromsbelägg med högre friktion (ca 0,4) och hög värmetålighet användas. Dels kan värmen förhållandevis lätt ledas bort genom att skivorna dubbleras med ventilerande skovlar emellan. Skivorna är antingen placerade på hjulen som hos Rc-loken eller på axeln mellan hjulen som på många pendeltåg.
- Magnetskenbromsar utgöres av en avlång magnet placerad mellan hjulen i en boggi och som trycks mot rälsen som en bromskloss. Före bromsning sänks skenan ned mot rälsen. Bromsen kopplas ur vid hastigheter lägre än 50 km/t. Magneten matas med likström. Används på snabbtåg, till exempel Regina X50 och de första tyska ICE-1-tågen, men även på spårvagnar.

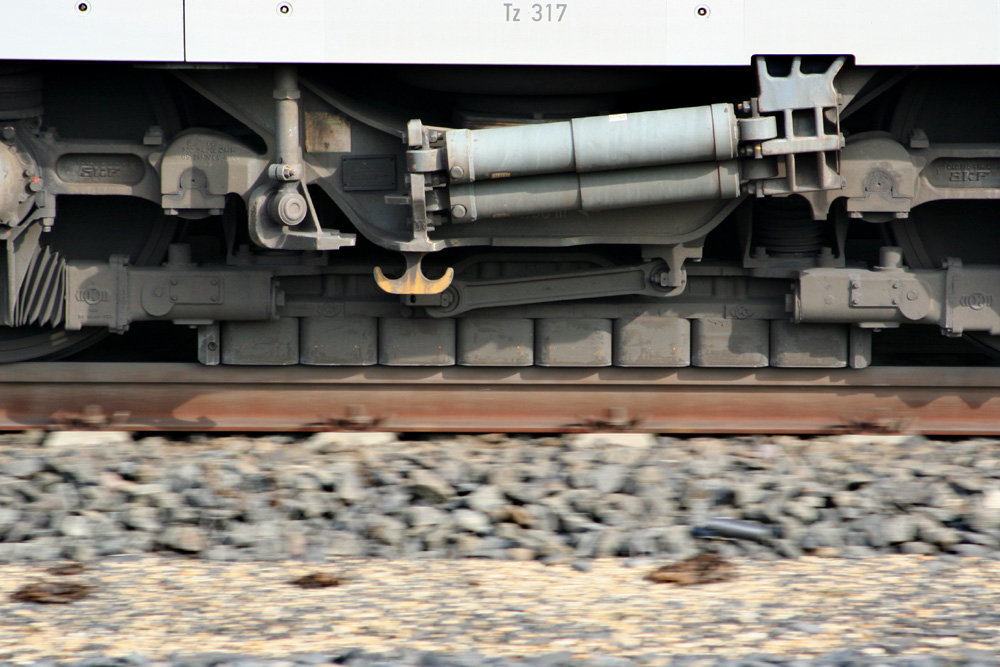
Aktiv virvelströmsbroms på det tyska snabbtåget ICE-3. Magneten sänks till några millimeter över rälsen när man bromsar.

- Virvelströmsbroms utgöres av en avlång magnetspole placerad endast 1 mm ovanför rälsen. Spolen matas med växelström och inducerar ett kraftigt magnetfält i rälsen. Effekten, som kallas hysteres, omvandlar rörelseenergin till värme i rälsen. Virvelströmmarna och rörelsemotståndet minskar när hastigheten minskar. Virvelströmsbromsen är därför endast ett komplement, eftersom den ej verkar vid låg fart. Fördelar är att bromskraften är mycket jämn och helt oberoende av friktion. Bromsen kräver mycket högre effekt än magnetskenbromsen. Det nyare tyska snabbtåget ICE-3 har virvelströmsbroms.
- Elbroms. Traktionsmotorerna används som generatorer och bromsar framfarten genom att omvandla rörelseenergin till elenergi, som sedan omvandlas till värme i stora resistorer på taket. Tekniken användes i ett tidigt skede även till att värma kupén på spårvagnar. Elbroms minskar slitaget och underhållet på de mekaniska bromsarna avsevärt, och kombinerat med tryckluftsbromsar kan man få en högre, snabbare och mer exakt bromsverkan.
- Regenerativ (återmatande) elbroms. Även här används traktionsmotorerna som generatorer, men istället för att bränna bort energin i resistorer, växelriktar man den genererade elen till en spänning och frekvens som passar den som förekommer på kontaktledningen (se Elektrifierad järnväg), och på så sätt kan man förse andra tåg på linjen med el, något som ger en stor energibesparing. Det förutsätter dock att det finns en mottagare av energin, det vill säga ett annat tåg. Eftersom man även om detta inte finns vill ha möjligheten till elbroms, tack vare vinsten med minskat slitage på de mekaniska bromsarna, installerar man även här resistorer på taket som får ta emot den elenergi som inte tas om hand av ett annat tåg.
- Energilagring. Den energi som genereras vid bromsningen leds inte åter till nätet, utan lagras upp på tåget i kondensatorer. När tåget senare ska accelerera återanvändes den upplagrade energin. 2009 presenterade Bombardier sitt Primove-system som använder denna princip:

## Förbättringar
- Lastavkännande broms. På godsvagnar finns ofta en ventil som automatiskt eller manuellt kan ställa om mellan tom och full last. Ventilen anpassar bromstrycket så att hjullåsning av en tom vagn undviks. Se bild ovan. Felaktig användning (samtliga ventiler på tåget stod i läge TOM trots att vagnarna var lastade) av denna finess orsakade en allvarlig olycka i Kungsbacka 2005, då ett klortanktåg kolliderade med en stoppbock och hamnade utanför banvallen.
- Omställbar ansättningstid. Godsvagnar som går långt fram i ett tåg kan ställas om för senare ansättning för att undvika de problem som finns med trycksänkningens fortplantning genom tåget. Se nedan om bromsgrupper.
- En extra tryckledning, så kallad matarledning, som matas med huvudbehållarluft på mellan 750 och 1 000 kPa införs. Den har följande funktioner:
  - Den håller en extra trycktank i varje vagn fylld till huvudbehållartryck.
  - Efter en bromsning används den för att fylla upp den normala förrådsluftbehållaren till 500 kPa för att snabbare lossa bromsarna (det tar åtskilliga sekunder annars).
  - Den extra tanken används dessutom för att driva annan utrustning i personvagnar, till exempel dörröppnare och fotsteg.
  - Den extra tryckluftledningen känns igen på att dess ventil är gul och har en kopplingsnäve som är spegelvänd mot huvudledningens rödmålade.
- Elpneumatisk broms, förkortat EP-broms. En elektrisk signal styr styrventilen på varje enskild vagn, för att få en betydligt snabbare tillsättnings- och lossningstid av bromsen. Detta används främst på modernare motorvagnståg. En enklare variant är så kallad HEL-broms, där en elektronikdel tillsammans med en ventil i varje tågsätt sänker huvudledningstrycket. Detta räknas dock inte som en godkänd EP-broms. Bromsen kan styras av en enklare elsignal, eller av mer eller mindre komplex elektronik. Samma elektronik brukar användas för att kombinera tryckluftsbroms med elbroms (se ovan).
- Dödmansgrepp. Redan på de tidiga elloken infördes ett död mans grepp, eller säkerhetsgrepp, som automatiskt bromsade tåget om föraren släppte greppet även sedan en varningssignal getts.
- Elektroniska säkerhetssystem, såsom ATC eller ERTMS har införts, vilket automatiskt kan bromsa tåget mot till exempel hastighetsnedsättningar och stoppsignaler om föraren inte reagerar. Systemet kan även tillhandahålla varningar för dessa hinder till föraren.
- Detektorer utmed järnvägsspåren som känner av överhettade hjul på grund av tjuvbromsningar, varmgång av hjullager, samt hjulplattor (en platt fläck på hjulringen som i värsta fall kan slå sönder rälsen).
- På 2000-talet började man tala om intelligenta godståg där elektroniskt styrda luftbromsar ofta är en förutsättning. Se nedan.

## Elektroniskt styrda luftbromsar för godståg
I USA, där godstrafik dominerar helt och tågen är mycket långa (>2000m) har man planerat länge för ECP-bromsar (electronically controlled pneumatic brakes). Man har ombyggnadssatser som kan installeras på varje godsvagn. Kommunikationen med loket sker med en kabel och ett styrprotokoll för signalerna (Echelon). Man kan lägga till funktioner för varmgångsdetektering, trippmätare för underhållsstyrning, ljudanalys för upptäckt av urspårning och hjulplattor och låsningsfri bromsning. Det senare tveksamt eftersom en bromscylinder vanligen verkar på alla 4 axlarna.
Fördelarna är högre hastighet eftersom bromssträckorna blir kortare samt större säkerhet. Se engelsk artikel: 

## Sista-vagnen-enhet (End-of-Train-Device "ETD")
Utgöres av en 10-20 kilo tung enhet som hängs fast på sista vagnens bakstam. Enheten har vanligen följande komponenter:
- En trycksensor som känner av bromstrycket i den tillkopplade bromsslangen.
- En hastighetssensor som mäter vagnens hastighet.
- En ventil som kan minska bromstrycket i sista vagnens huvudledning.
- En radio (GSM-R) som kommunicerar med en enhet i loket med följande funktioner:
  - Om föraren bromsar så sänder en motsvarande radioenhet på loket ett meddelande om det sänkta bromstrycket. Sista-vagnen-enheten kan då släppa ut luft på sista vagnen och därmed radikalt minska tillsättningstiden för ett långt godståg.
  - Om hastighetssensorn visar lägre hastighet än vad loket har så larmas föraren om att en vagn kan ha tappats.
  - När föraren gör bromsprov får föraren direkt en återrapportering av effekten på den sista vagnen.
- En signallykta som kan blinka bakåt och eventuellt styras av en fotocell.

Sista-vagnen-enheter har funnits länge i USA. I Europa har det nya säkerhetssystemet ERTMS anpassats till sådana enheter. Det möjliggör att man ej behöver använda de dyra och känsliga spårledningarna men ändå vara säker på att ingen tappad vagn utgör hinder på ett spår. Det gäller endast full nivå 3 och kommer inte i drift under 2010-talet. Huvudsakligen används spårledningar med ERTMS (nivå 2). 
I den svenskutvecklade varianten ERTMS-Regional används inte heller Sista-vagnen-enhet. Istället begränsas skadorna vid en sådan kollision genom begränsning av hastighet och genom att den glesa trafiken på sådana banor gör att föraren bör märka av tappade vagnar och hinna larma.

## Bromsreglemente

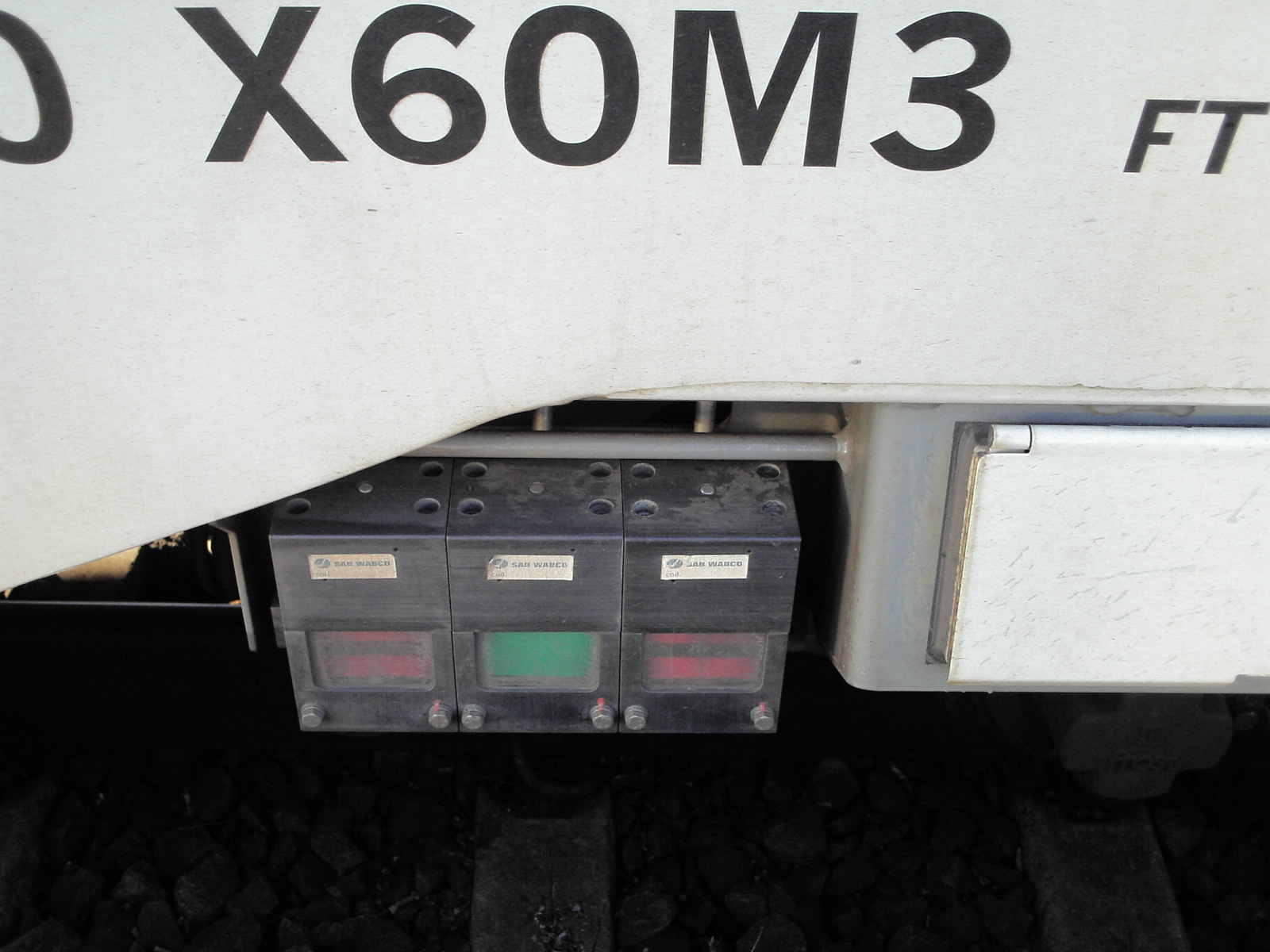
Bromsindikatorer på ett X60-tåg.

I Transportstyrelsens trafiksäkerhetsinstruktion (TRI) finns regler för lokföraren. Bl.a. skiljer man på bromsgrupper:
- G För långsamma bromsanordningar på godståg. Ovanliga numera, men används på drivfordonet (loket) när vagnarnas vikt överstiger 800 ton, för att minska risken för urspårning av vagnar långt bak i tåget.
- P För persontåg.
- R För snabba (Rapid) tåg.

Lokföraren måste även göra bromsprov:
- När omkoppling skett, tex när loket flyttas till andra ändan i en säckstation, så görs ett stillastående prov:
  - Luftläckage testas. Trycket får ej falla mer än 50 kPa under en minut eller 70 kPa under -10°C.
  - Man kollar att trycket finns ända borta på sista vagnen. Sista ventilen öppnas och det ska pysa.
  - Man kollar om bromsarna sätts an och sedan lossas. Ibland kan man höra detta när man sitter i vagnen och väntar på avgång.
- Provbromsning på plant spår strax efter avgång. Föraren ska då känna en retardation vid 60 kPa trycksänkning.
- Retardationsprov med ATC. Föraren bromsar och på ATC-panelen visas då hur stor retardationen blev. Föraren kan då mata in nya värden på bromsförmågan till ATC-systemet.
- Vid snörök och risk för isbildning ska föraren regelbundet motionera bromssystemet så att det inte kommer ur funktion.

Moderna passagerartåg, som normalt har skivbromsar, har synliga bromsindikatorer vid sidan av varje boggi. Dessa är röda när en broms är tillsatt och gröna när den är lossad, men kan även visa andra indikationer exempelvis då parkeringsbromsen är till.

## Historik
På tidiga tåg hade man bromshytter på vissa vagnar. När lokföraren blåste en viss signal vevade bromsare på en ratt som satte an eller lossade vagnens broms. Man hade även lösningar med en kätting som löpte genom hela tåget och mekaniskt bromsade vagnarna. Det fanns även bromsar som drevs av vakuum i ett bromsrör genom tåget. Fördelen var att man lätt kunde skapa vakuum med en ångejektor på ångloken. Nackdelen var att bromsen ej fungerade om vakuumledningen läckte.

## Rangerbromsar
Detta är en slags bromsar som inte sitter på vagnarna utan på spåret. De används vid vallrangering där vagnarna knuffas över ett krön och sedan får rulla in på olika spår för att bilda nya tåg. Rangerbromsarna tar då ned vagnarnas hastighet innan de stöter samman.